# 金旻奎 (韓國足球員)
金旻奎（Kim Min-kyu，2000年7月7日—），韓國足球運動員，司職後衛，效力港超聯球會理文。

## 球會生涯
金旻奎从12岁开始踢足球，17岁时他考入全州大学，随全州大学足球队参加韩国大学生联赛，并最终选择足球作为他的职业。他首先加入了一家叫Avenir FC的韩国俱乐部，这个俱乐部在韩国并不参加像韩国K联赛这样的职业比赛，只是组队在各地包括海外踢各种热身赛，通过热身赛把俱乐部的球员推荐到海外联赛踢球。
結果金旻奎来到了香港，第一年在凯景体育会的表现让更多的球会和教练认识了这个韓國球員。
2021年夏天，標準流浪從凱景簽入金旻奎。
因其出色表現，標準流浪於2023年5月跟金旻奎簽訂新合約，他也入選2022/23球季香港足球明星選舉最佳十一人。
2024年7月，理文從標準流浪簽入金旻奎。

## 榮譽
標準流浪
- 香港菁英盃冠軍（2023–24季度）

個人
- 香港足球明星選舉 明星十一人（2022–23季度）